# Бушино
Бушино (пол. Buszyno, нім. Bussin) — село в Польщі, у гміні Полянув Кошалінського повіту Західнопоморського воєводства.
Населення — 108 осіб (2011).
У 1975-1998 роках село належало до Кошалінського воєводства.

## Демографія
Демографічна структура станом на 31 березня 2011 року:
|          | Загалом | Допрацездатний вік | Працездатний вік | Постпрацездатний вік |
| -------- | ------- | ------------------ | ---------------- | -------------------- |
| Чоловіки | 60      | 17                 | 38               | 5                    |
| Жінки    | 48      | 10                 | 29               | 9                    |
| Разом    | 108     | 27                 | 67               | 14                   |